# Тусдер, Ибрахим
Ибрахи́м Тусдер (тур. İbrahim Tusder; 15 января 1915 — 6 июля 2001) — турецкий футболист и футбольный тренер, играл на позиции полузащитника. Участник летних Олимпийских игр 1936 года.

## Биография

### Клубная карьера
Тусдер был воспитанником стамбульского клуба «Галатасарай», в составе которого отыграл три сезона.
В 1935 году перешёл в «Гюнеш», за который играл на протяжении трёх сезонов. В составе этой команды в 1937 и 1938 годах выигрывал Стамбульскую лигу. После закрытия «Гюнеша» перешёл в «Бешикташ», в составе которого 5 раз выигрывал Стамбульскую лигу. Завершил карьеру в 1944 году.

### Карьера в сборной
В составе сборной Турции принимал участие на олимпийском футбольном турнире 1936 года, где сыграл в матче со сборной Норвегии (0:4). Всего за сборную Турции сыграл 2 матча.

### Тренерская карьера
С 1959 по 1960 год работал главным тренером клуба «Бейкоз». В 1963 году возглавил «Вефу», которую затем возглавлял в течение трёх раз. Помимо этого, с 1966 по 1967 год он работал главным тренером «Каршияки», а до этого возглавлял «Тюрк Телеком».

### Смерть
Скончался 6 июля 2001 года в возрасте 86 лет.

## Достижения
«Гюнеш»
- Чемпион Стамбульской лиги (2): 1936/37, 1937/38
- Победитель Национального дивизиона[англ.] (1): 1938

«Бешикташ»
- Чемпион Стамбульской лиги (5): 1938/39, 1939/40, 1940/41, 1941/42, 1942/43
- Победитель Национального дивизиона[англ.] (2): 1941, 1944
- Обладатель Кубка премьер-министра Турции[англ.] (1): 1944
- Обладатель Стамбульского кубка[англ.] (1): 1944,